# Greg Cohen
Greg Cohen (* 13. června 1953 Los Angeles, Kalifornie, USA) je americký jazzový kontrabasista. Na mnoha albech spolupracoval s Johnem Zornem a to většinou jako člen skupiny Masada. Několik alb také nahrál s Tomem Waitsem a mnoha dalšími.

## Výběr z diskografie
Sólová alba
- Way Low (1998)
- Moment to Moment (1998)

Laurie Anderson
- Life on a String (2001)

Fiona Apple
- When the Pawn… (1999)

David Byrne
- Look into the Eyeball (2001)

Kenny Davern & Ken Peplowski
- The Jazz KENnection

Dave Douglas
- Charms of the Night Sky (1997)
- A Thousand Evenings (2000)
- El Trilogy (2001)

Marianne Faithfull
- Easy Come, Easy Go (2008)

Madeleine Peyroux
- Dreamland (1996)

Marc Ribot
- Shoe String Symphonettes (1997)

Tim Sparks
- At the Rebbe's Table (2002)
- Little Princess (2009)

Loudon Wainwright III
- Social Studies (1999)

Tom Waits
- Heartattack and Vine (1980)
- One from the Heart (1982)
- Swordfishtrombones (1983)
- Rain Dogs (1985)
- Franks Wild Years (1987)
- The Black Rider (1993)
- Mule Variations (1999)
- Orphans: Brawlers, Bawlers & Bastards (2006)

John Zorn
- Alef (1994) – Masada
- Beit (1994) – Masada
- Gimel (1994) – Masada
- Dalet (1994) – Masada
- Hei (1995) – Masada
- Vav (1995) – Masada
- Zayin (1996) – Masada
- Het (1996) – Masada
- Tet (1997) – Masada
- Yod (1997) – Masada
- The Circle Maker (1998) – Bar Kokhba
- First Live 1993 (2002) – Masada
- Live in Jerusalem 1994 (1997) – Masada
- Live in Taipei 1995 (1997) – Masada
- Live in Middleheim 1999 (1999) – Masada
- Live in Sevilla 2000 (2000) – Masada
- Live at Tonic 2001 (2001) – Masada
- The Unknown Masada (2003) – Masada
- 50th Birthday Celebration Volume 1 (2003) – Masada String Trio
- 50th Birthday Celebration Volume 7 (2003) – Masada
- 50th Birthday Celebration Volume 11 (2003) – Masada String Trio
- Astaroth: Book of Angels Volume 1 (2004) – Jamie Saft Trio
- Sanhedrin 1994–1997 (2005) – Masada
- Azazel: Book of Angels Volume 2 (2005) – Masada String Trio
- Lucifer: Book of Angels Volume 10 (2008) – Bar Kokhba
- Stolas: Book of Angels Volume 12 (2009) – Masada Quintet
- Filmworks XX: Sholem Aleichem (2008)
- Alhambra Love Songs (2009)
- In Search of the Miraculous (2010)